# Изарнус Фонтиано
Изарнус Фонтиано (нем. Isarnus von Fontiano или Isarno von Fontiano; скончался 18 сентября 1310 года в Авиньоне) — архиепископ Риги с 1300 по 1302 год; архиепископ Лунда с 1302 по 1310 год; архиепископ Салерно в 1310 году.

## Семья, первые должности
Изарнус происходил из дворянской семьи Фонтиано, имевшей владения недалеко от Каркассона, в Лангедоке. Известно, что он занимал должность каноника в соборе Каркассона (первое упоминание о нём в свзяи с должностью в 1270 году), а затем там же стал архипресвитером в 1284 году. Его дядей был Елиазар де Граве, владевший доменом Пейрияк. Его брат Санш-Морлан был епископом в Пюишерике, который не относился к Каркассону. У него были шансы стать епископом Каркассона и он начал претендовать на этот сан. Вскоре стало известно, что Изарнус является сыном еретика (в Каркассоне некоторое время назад были волнения катаров, которых католическая церковь признала еретиками). Также было обнаружено что дед Изарнуса по материнской линии также был связан с катарами, из-за чего он был отстранён от занимаемой должности (в результате противодействия двух его личных противников), а состоявшиеся ранее выборы были признаны недействительными.

## Участие в решении конфликта в Дании
Вскоре он сдружился с папой Бонифацием VIII и стал его капелланом. Также он стал членом коллегии аудиторов, которая осуществляла обзор жалоб, подаваемых папе. Пользуясь доверием понтифика, он был отправлен нунцием в Данию в августе 1295 года. Поездка в Данию была связана с необходимостью папского вмешательства в конфликт, разгоревшийся между епископом Лунда Йенсом Грандом и датским монархом Эриком VI Менведом, а роль Изарнуса заключалась в посредничестве при заключении перемирия. Архиепископ Лунда Йенс Гранд стремился к созданию самостоятельной церкви и оказывал поддержку датским дворянам, ранее совершившим убийство отца действующего монарха, Эрика V, часть которых была родственниками иерарха. Йенса в это время притеснял датский король, самовольно взявший его под стражу в 1294 году, но когда Изарнус прибыл в Данию, тому уже удалось бежать из заточения. В ответ на притеснения архиепископа Йенса папа отлучил Эрика от церкви. В 1298 году Изарнус снова прибывает в Данию с целью объявления папского решения о наказании короля Эрика. Однако монарх не хотел признавать себя виновным и отказался от уплаты наложенного на него штрафа. Летом 1299 года состоялась встреча между противоборствующими сторонами в Копенгагене, на которой Эрик VI под давлением силы вынужден был отступить и в качестве компенсации за неуплаченный штраф у него были изъяты товары на эту же сумму, а в пользу архиепископа Лунда также перешла собственность датского короля, за исключением провинции Халланд.
После окончательного возвращения из Дании Изарнус в декабре 1299 года решением Бонифация был назначен настоятелем августинского монастыря Бонавент в епархии Лимож.

## Назначение в Ригу
После смерти рижского архиепископа Иоганна Шверина папа Бонифаций VIII назначил Изарнуса Фонтиано его преемником в Риге. В этой епархии тоже было неспокойно. Рижское архиепископство в начале XIV века было втянуто в продолжительное противостояние с Ливонским орденом и также переживало политический кризис в связи с необходимостью участия в открытых военных действиях. Предшественник Изарнуса на этой должности, Иоганн III, освобождённый незадолго до смерти из орденского плена, был возмущён тем, что его вынудили подписать унизительный договор и составил жалобу на немецкий орден, с которой отправился напрямую в Рим, но по дороге внезапно скончался в Ананьи. Изарнусу предстояло разобраться со сложным наследием на этой должности и занять максимально выгодную для архиепископства позицию в гражданской войне, разгоревшейся между Ливонским орденом, рижскими бюргерами, рядом ливонских и эстландских епископов, а также надо было учитывать риск военного вторжения со стороны Великого княжества Литовского.

## Варианты решения проблем
Непосредственное назначение Изарнуса, минуя стадию выборов членами Домского капитула, стало возможным именно из-за предпринятого Иоганном Шверином путешествия в Рим. Во второй раз в отношении Риги папской курией было нарушено действие Альбертовой привилегии. Он прибыл в Ригу и сразу начал знакомиться с ситуацией. В 1297 году здесь вспыхнула гражданская война между Ливонским орденом и рижанами. Орден, не желавший терять Ригу и крупные владения в окрестностях, при участии некоторых ливонских епископов сформировал альянс, направленный против непокорных рижан и прежнего архиепископа Иоганна, поддержавшего их. Иоганн был захвачен в плен. Вскоре, в 1298 году, союз потерпел военное поражение от вовлечённого в войну литовского князя Витеня, который повелел своему войску разграбить ливонские земли. В то же время большая часть Эзель-Викского епискпства попала под влияние ордена. Ссора продолжалась. Несмотря на то, что он должен был попытаться урегулировать неспокойную ситуацию в Ливонии, ему мало что удалось предложить. В 1302 году он высказал инициативу о встрече противоборствующих сторон в Риге, но рижане отказались впускать на свою территорию орденских представителей.

## Продолжение работы в Дании
Весной 1302 года, разочаровавшись в попытках примирить противников, он оставил свой пост и покинул Ригу. Из-за непрекращающихся споров в Дании папа постановил, что архиепископ Лунда Йенс Гранд, потерявший расположение папы и фактически потерпевший психологическое поражение в борьбе с Эриком, и рижский иерарх Изарнус должны обменяться епархиями. Невзирая на отказ Йенса Гранда отправляться в Ригу, он вынужден был подчиниться папской воле, а Изарнус направился в Лунд, где занимал должность архиепископа до 1310 года. Там в 1303 году он предложил вариант перемирия, по которому король Эрик Менвед должен был уплатить финансовый штраф меньшего размера, а в целом на протяжении всего епископата Изарнус сохранял хорошие отношения с королём. Вероятно, по состоянию здоровья Изарнус Фонтиано был освобождён от должности в Лунде папой Климентом V в 1310 году и отправлен в Салерно, где также возглавил архиепархию. Точно неизвестно, успел ли он вступить в новую должность, но через три месяца после прибытия он скончался в Авиньоне. Неизвестно место его захоронения.

## Упоминание у Бальтазара Руссова
Ревельский хронист Бальтазар Руссов упоминает об Изарнусе в своей «Хронике провинции Ливония». Он пишет, что 22-й магистр Ливонского ордена Герхард (Конрад) фон Йорк после вступления в должность в 1307 году, продолжил ссориться с правителями епархий. При этом магистре вспыхнула новая война между орденом и епископом Сааремаа. В этом противостоянии магистр отнял у своего противника Хаапсалу, Лоде и Леаль вместе со всем островом Вик. Наконец, этот спор был разрешён пятым рижским архиепископом Изарнусом, который затем покинул епархию и отправился к себе на родину, в Италию. Надо отметить, что на тот момент Изарнус уже был архиепископом Лунда и отстаивал интересы датских епископов, также конфликтовавших с орденом по поводу раздела захваченных прибалтийских территорий.